# Reinette van Zijtveld
Reinette van Zijtveld-Lustig (* 24. Mai 1961 in Aalten; † 24. April 2021) war eine niederländische Jazzsängerin. 

## Leben und Wirken
Van Zijtveld studierte nach einer Ausbildung als Grundschulpädagogin (Abschluss 1983) von 1985 bis 1990 am Konservatorium Hilversum bei Deborah Brown, Greetje Kauffeld, Geoffrey Garth und Mark Murphy Jazzgesang. Seit 1993 wohnte sie in Deutschland. Sie war seit 1996 Mitglied von Vokal Total. Auch trat sie mit Albert Mangelsdorff, Klaus Doldinger, Andy Haderer, Rhiannon und der Lumberjack Big Band auf. Zu ihrem Trio gehörten Bernhard Pichl bzw. Michael Arlt und der Bassist Rudi Engel. Weiter konzertierte sie mit Paul Kuhn, den New York Voices, Jiggs Whigham, Bill Ramsey, der RIAS Big Band Berlin und der hr-Bigband.
Als Lehrbeauftragte war sie an der Hochschule für Musik Würzburg und der Hochschule für Musik Nürnberg tätig (zuvor bis 2005 Hochschule für Musik und Darstellende Kunst Mannheim und bis 2008 am Richard Strauss Konservatorium München). Daneben gab sie gelegentlich Kurse, Fortbildungen und Workshops in Jazzgesang, Improvisation, Stimmbildung und Jazzchor (u. a. für den Deutschen Musikrat).

## Diskographische Hinweise
- Lumberjack Bigband (1998)
- Lumberjack Bigband To Rudy (2006)
- Lumberjack Bigband Live in Kornwestheim (2006, mit Asita Djavadi, Annette Frank)
- Vokal Total feat. Darmon Meader And More (mit Silke Kahlert-Becker, Matthias Becker, Markus Bach, Ernst Seitz, Robert Oursin, Claus Hessler)
- Lumberjack Bigband Meets The Sophisticated Ladies (2013, mit Asita Djavadi, Annette Frank)